# Monachil
Monachil ist eine spanische Gemeinde (municipio) in der Provinz Granada, Andalusien, im Süden der Vega de Granada. Die angrenzenden Gemeinden sind Huétor Vega, Cenes de la Vega, Pinos Genil, Güéjar Sierra, Dílar, La Zubia und Cájar. Die Entfernung zu Granada beträgt etwa 8 km. Die Gemeinde umfasst drei Orte, das Dorf Monachil, oft Monachil Pueblo genannt, Barrio de la Vega (auch Barrio de Monachil genannt) und Pradollano, in dem sich die Skistation der Sierra Nevada befindet; dort wurden die Alpinen Skiweltmeisterschaften 1996 ausgetragen.
Der Name Monachil leitet sich vom arabischen منستير (monastir) ab, einem Wort lateinischen Ursprungs, das „Kloster“ bedeutet.

## Kultur
Auf dem Gemeindegebiet von Monachil befindet sich eine Ausgrabungsstätte, Cerro de la Encina, in der Reste der bronzezeitlichen El-Argar-Kultur gefunden wurden. Einige der Funde werden, neben anderen Objekten, im archäologischen Museum von Monachil ausgestellt. Weiter findet sich in dem Gebiet der botanische Garten La Cortijuela.
Im Dorf Monachil finden sich verschiedene historische Gebäude, darunter die Kirche Nuestra Señora de la Encarnación und das Casa de los Señores de Aragón, beide aus dem 17. Jahrhundert.

## Tourismus

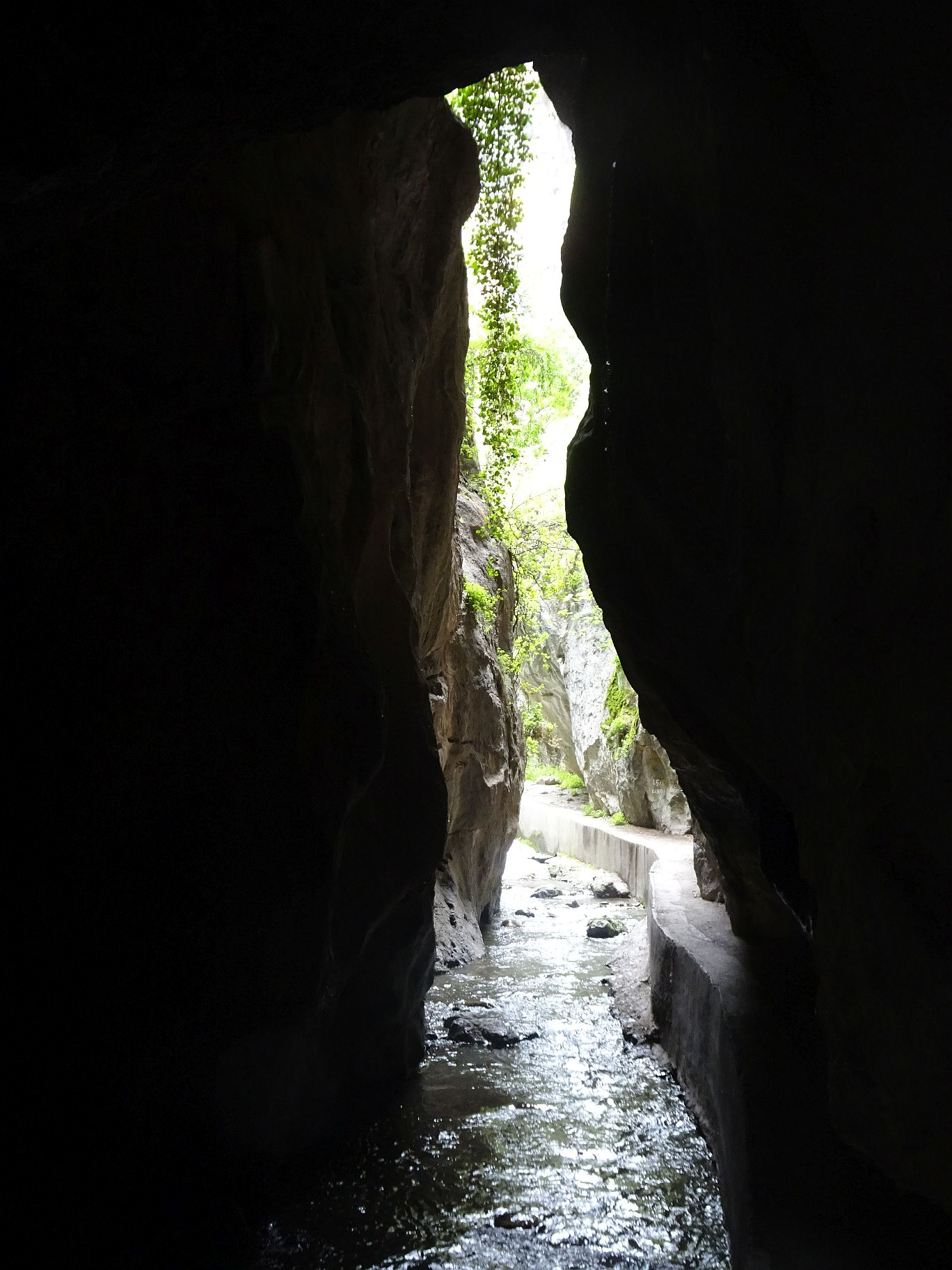
Wanderpfad am Monachilbach

Der Ort wird auch für die Wanderung durch die teilweise extrem enge Schlucht Cahorros de Monachil besucht.

## Söhne und Töchter
- Joaquín Pertíñez Fernández (* 1952), römisch-katholischer Ordensgeistlicher, Bischof Rio Branco in Brasilien